# Ореш
Оре́ш (болг. Ореш) — село у Великотирновській області Болгарії. Входить до складу общини Свиштов.

## Населення
За даними перепису населення 2011 року у селі проживали 1693 особи.
Національний склад населення села:
| Національність   | Кількість осіб | Відсоток |
| ---------------- | -------------- | -------- |
| болгари          | 1613           | 99,5%    |
| інша             | 5              | 0,3%     |
| Всього відповіли | 1621           |          |

Розподіл населення за віком у 2011 році:
Динаміка населення: